# Unterkochen
Unterkochen este un district urban al orașului Aalen din Baden-Württemberg, Germania.

## Date geografice
Unterkochen este situat pe vale lui Kocher la marginea masivului Schwäbische Alb. Localitatea se află la vest de versanții abrubția a regiunii Albuch șila est de Härtsfeld. Din suprafața totală a localității de  2145 ha, numai 6 % este ocupată de clădiri, iar restul  74 % fiind pădure, 14 % teren agricol și 6 % diverse.

## Localități vecine
In lungul șoselei B-19 se află la sud Oberkochen și la nord Aalen.

## Localități aparținătoare
Birkhöfe, Glashütte, Neukochen, Neuziegelhütte, Pulvermühle și Stefansweiler Mühle.